# Premio Mediterraneo
Il Premio Mediterraneo (nell'originale francese Prix Méditerranée) è un premio letterario francese istituito nel 1984 e viene assegnato ogni anno a un libro in prosa e in lingua francese (romanzo, saggio, memorie o novelle) su un tema del Mediterraneo.
Il Premio Mediterraneo per stranieri (Prix Méditerranée étranger) istituito nel 1992, viene assegnato a un autore non francese del Mediterraneo la cui opera è tradotta in francese.
I premi vengono compensati con 5000 € per il primo e di 3000 € per gli stranieri. La giuria si riunisce due volte all'anno a Parigi: una volta in primavera, per creare una selezione di non più di cinque autori, e prima dell'estate, per dare i verdetti del premio.
Il Premio Mediterraneo ha contribuito con 25 anni per promuovere la cultura mediterranea attraverso i libri. Il Premio Mediterraneo promosso dal Consiglio culturale dell'Unione per il Mediterraneo (UPM - Conseil Culturel de l'Union pour la Méditerranée), con il sostegno della città di Perpignan e l'istituto regionale del Languedoc-Roussillon (Consiglio Generale dei Pirenei Orientali, Consiglio regionale del Fondo per Epargne Languedoc-Roussillon). La Giuria del Premio Mediterraneo, presieduta da André Brincourt, che ha tra i suoi membri, Dominique Fernandez e Jean-Christophe Rufin dell'Accademia di Francia, l'accademico Tahar Ben Jelloun (vincitore del Premio Goncourt nel 1987), Olivier e Patrick Poivre d'Arvor, Amin Maalouf (vincitore del Premio Goncourt nel 1993), Jean-Louis Debré, presidente del Consiglio costituzionale e Jean-Marc Pujol, sindaco di Perpignan, si è riunisce a Parigi, nei saloni dell'Hotel Marigny, la sede del Consiglio culturale dell'Unione per il Mediterraneo presieduto dall'ex ministro Renaud Muselier, vice sindaco e deputato di Marsiglia.

## Albo d'oro

### Premio Mediterraneo (Prix Méditerranée)

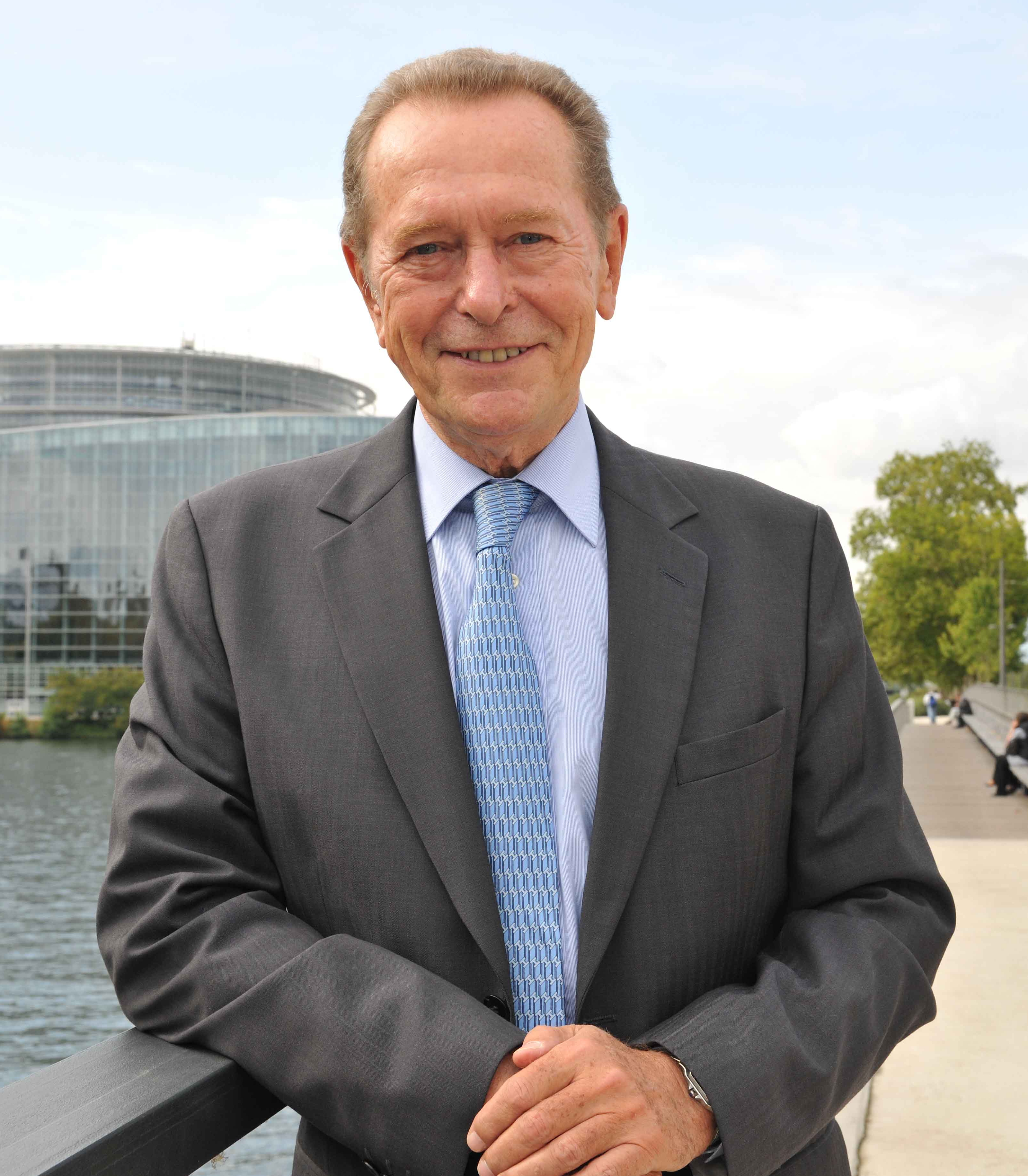
Dominique Baudis vincitore del Premio Mediterraneo nel 2010 con Les amants de Gibraltar

- 1985, Nicolas Saudray La maison des prophètes
- 1986, Chochana Boukhobza Un été à Jérusalem
- 1987, François Fontaine Blandine de Lyon
- 1988, Dominique Fernandez Le radeau de la Gorgone
- 1989, Jules Roy Mémoires barbares
- 1990, Philippe Le Guillou La rumeur du soleil
- 1991, Tahar Djaout Les vigiles
- 1992, Robert Solé Le tarbouche
- 1993, Jean Thuillier Campo morto
- 1994, Tahar Ben Jelloun L'Homme rompu
- 1995, André Chouraqui Moïse
- 1996, Héctor Bianciotti, Le Pas si lent de l'amour
- 1997, Jean-Christophe Rufin, L'Abyssin
- 2003, François Sureau, Les Alexandrins
- 2004, Amin Maalouf, Origines
- 2005, Jean-Pierre Vernant, La Traversée des frontières
- 2006, Michel del Castillo, Dictionnaire amoureux de l'Espagne
- 2007, Émile Brami, Le manteau de la Vierge
- 2008, Louis Gardel, La baie d'Alger
- 2009, Alexandre Najjar, Phénicia
- 2010, Dominique Baudis, Les amants de Gibraltar
- 2011, Pierre Assouline, Les vies de Job
- 2012, Jean-Noël Pancrazi, La Montagne
- 2013, Wajdi Mouawad, Anima
- 2014, Gérard de Cortanze, L’an prochain à Grenade
- 2015, Valérie Zenatti, Jacob, Jacob
- 2016, Teresa Cremisi, La triomphante
- 2017, Metin Arditi, L'Enfant qui mesurait le monde
- 2018, Kamel Daoud, Zabor ou les psaumes
- 2019, Jérôme Ferrari, A son image
- 2020, Mahi Binebine, Rue du pardon
- 2021, Boualem Sansal, Abraham ou la cinquième Alliance
- 2022-2023, Philippe Vilain, La Malédiction de la Madone[1]
- 2024, Colette Fellous, Quelques fleurs[2]

### Premio Mediterraneo per stranieri (Prix Méditerranée étranger)

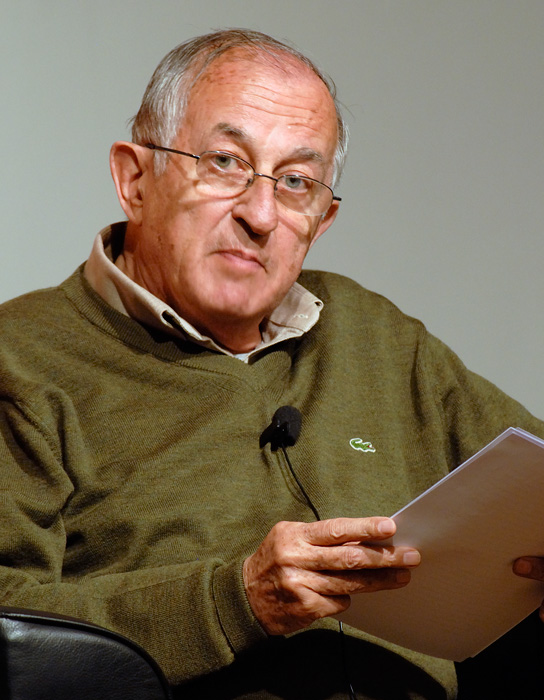
Juan Goytisolo vincitore del Premio Mediterraneo per stranieri nel 1994 con Barzakh

- 1992, Luis Landero, Les jeux tardifs de l'âge mûr
- 1993, Ismail Kadare, La piramide
- 1994, Juan Goytisolo, Barzakh
- 1995, Adonis, Soleils seconds
- 1996, Yaşar Kemal, La Voix du sang : Salman le solitaire III
- 1997, Besnik Mustafaj, Le tambour de papier
- 1998, Boutros Boutros-Ghali, Le Chemin de Jérusalem
- 1999, Pietro Citati, La luce della notte
- 2000, Yoram Kaniuk, Il comandante dell'«Exodus»
- 2001, Arturo Pérez-Reverte, La carta sferica
- 2002, Umberto Eco, Baudolino
- 2003, Baltasar Porcel, Cabrera, ou l'Empereur des morts
- 2004, Jaume Cabré, Sua Signoria
- 2005, Antonio Tabucchi, Tristano muore
- 2006, Orhan Pamuk, Neve
- 2007, Claudio Magris, Alla cieca
- 2008, Sandro Veronesi, Caos calmo
- 2009, Almudena Grandes, Cuore di ghiaccio
- 2010, Amos Oz, Scene dalla vita di un villaggio
- 2011, Dimitris Stefanakis, Jours d'Alexandrie
- 2012, Antonio Muñoz Molina, Dans la grande nuit des temps
- 2013, Nedim Gursel, L'ange rouge
- 2014, Javier Cercas,  Les lois de la Frontière
- 2015, Milena Agus e Luciana Castellina, Prends garde
- 2016, Lluís Llach, Les yeux fardés[3]
- 2017, Ersi Sotiropoulos, Ce qui reste de la nuit
- 2018, Daniel Mendelsohn, Un'Odissea: un padre, un figlio e un'epopea
- 2019, Marco Balzano, Resto qui[4]
- 2020, Giosuè Calaciura, Borgo Vecchio[5]
- 2021, Alessio Forgione, Napoli mon amour[6]
- 2022-2023, Javier Castillo, La Petite Fille sous la neige
- 2024, Paolo Rumiz, Canto per Europa

### Premio Mediterraneo degli studenti (Prix Méditerranée des lycéens)
- 2003, Stéphane Jougla, L'Idée

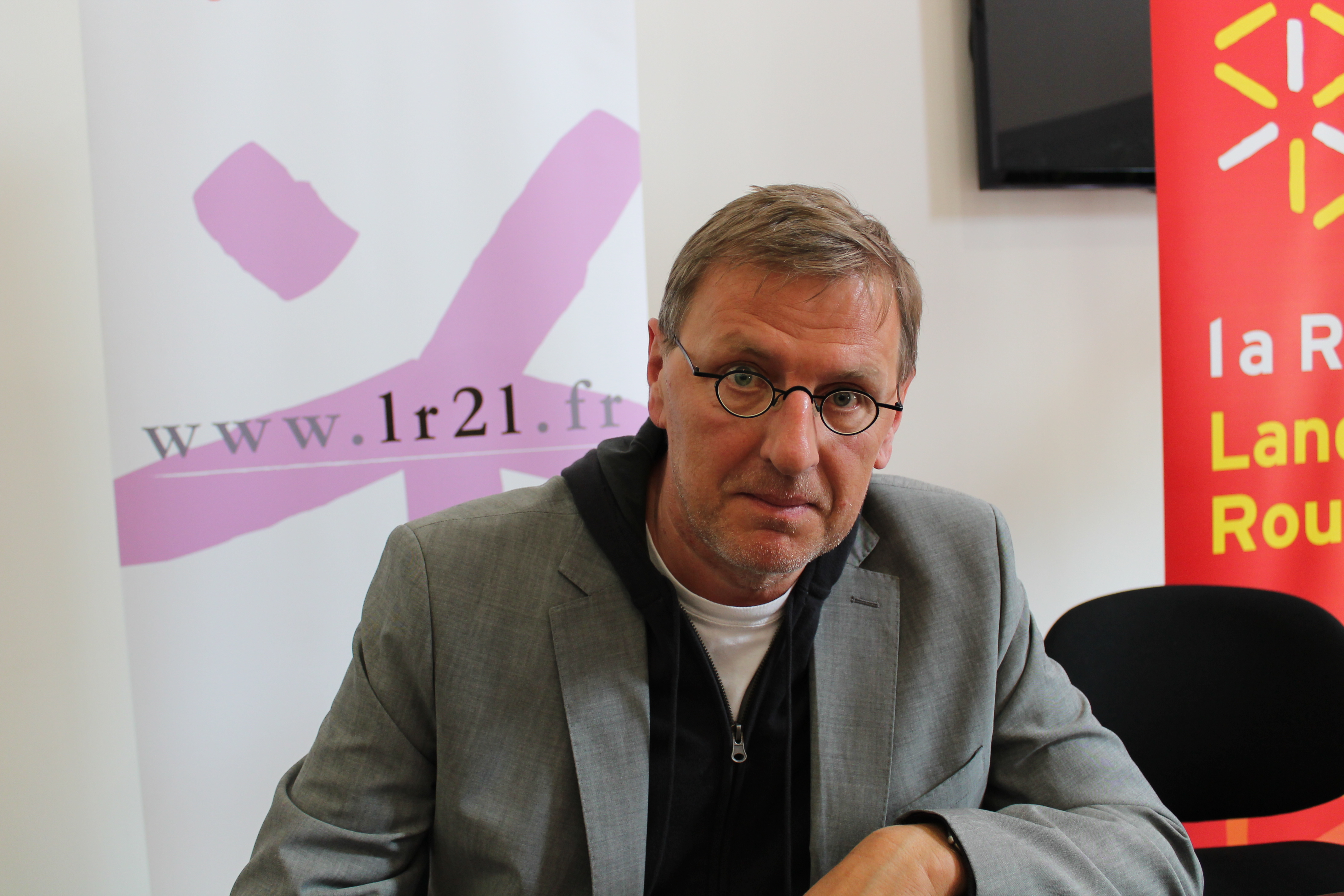
Grégoire Delacourt vincitore del Premio Mediterraneo degli studenti nel 2013 con Le cose che non ho

- 2007, Grégoire Hervier, Scream Test
- 2009, Cyril Massarotto, Dieu est un pote à moi
- 2013, Grégoire Delacourt, Le cose che non ho
- 2014, Héloïse Guay de Bellissen, Le Roman de Boddah
- 2015, Isabelle Vouin, L'Éclaireur
- 2016, Baptiste Beaulieu, Alors vous ne serez plus jamais triste
- 2017, Marie Urdiales, L'enfant des naufragés
- 2018, Sébastien Spitzer, Ces rêves qu'on piétine
- 2019, Julien Sandrel, La chambre des merveilles